# Splinter
Splinter je sedmé studiové album americké punk rockové skupiny The Offspring. Bylo vydáno deátého prosince 2003. Je to první album skupiny natočené bez bubeníka Rona Weltyho.
I když nebylo tak úspěšné jako alba mezi deskami Smash a Conspiracy of One, získalo album dva týdny po vydání ocenění zlaté desky. Album se přesto poměrně dobře prodávalo, již první týden se prodalo přes 87 000 výtisků a obsadilo tak 30. příčku amerického žebříčku Billboard 200. Album přineslo další čtyři singly „Hit That“, „(Can't Get My) Head Around You“, „Spare Me the Details“ a „Da Hui“.

## Seznam nahrávek
Všechny skladby napsal(i) The Offspring. 
| Pořadí         | Název                          | Délka |
| -------------- | ------------------------------ | ----- |
| 1.             | Neocon                         | 1:06  |
| 2.             | The Noose                      | 3:18  |
| 3.             | Long Way Home                  | 2:23  |
| 4.             | Hit That                       | 2:49  |
| 5.             | Race Against Myself            | 3:32  |
| 6.             | (Can't Get My) Head Around You | 2:15  |
| 7.             | The Worst Hangover Ever        | 2:58  |
| 8.             | Never Gonna Find Me            | 2:39  |
| 9.             | Lighting Rod                   | 3:20  |
| 10.            | Spare Me The Details           | 3:24  |
| 11.            | Da Hui                         | 1:32  |
| 12.            | When You're in Prison          | 2:33  |
| Celková délka: | Celková délka:                 | 32:00 |